# Liz

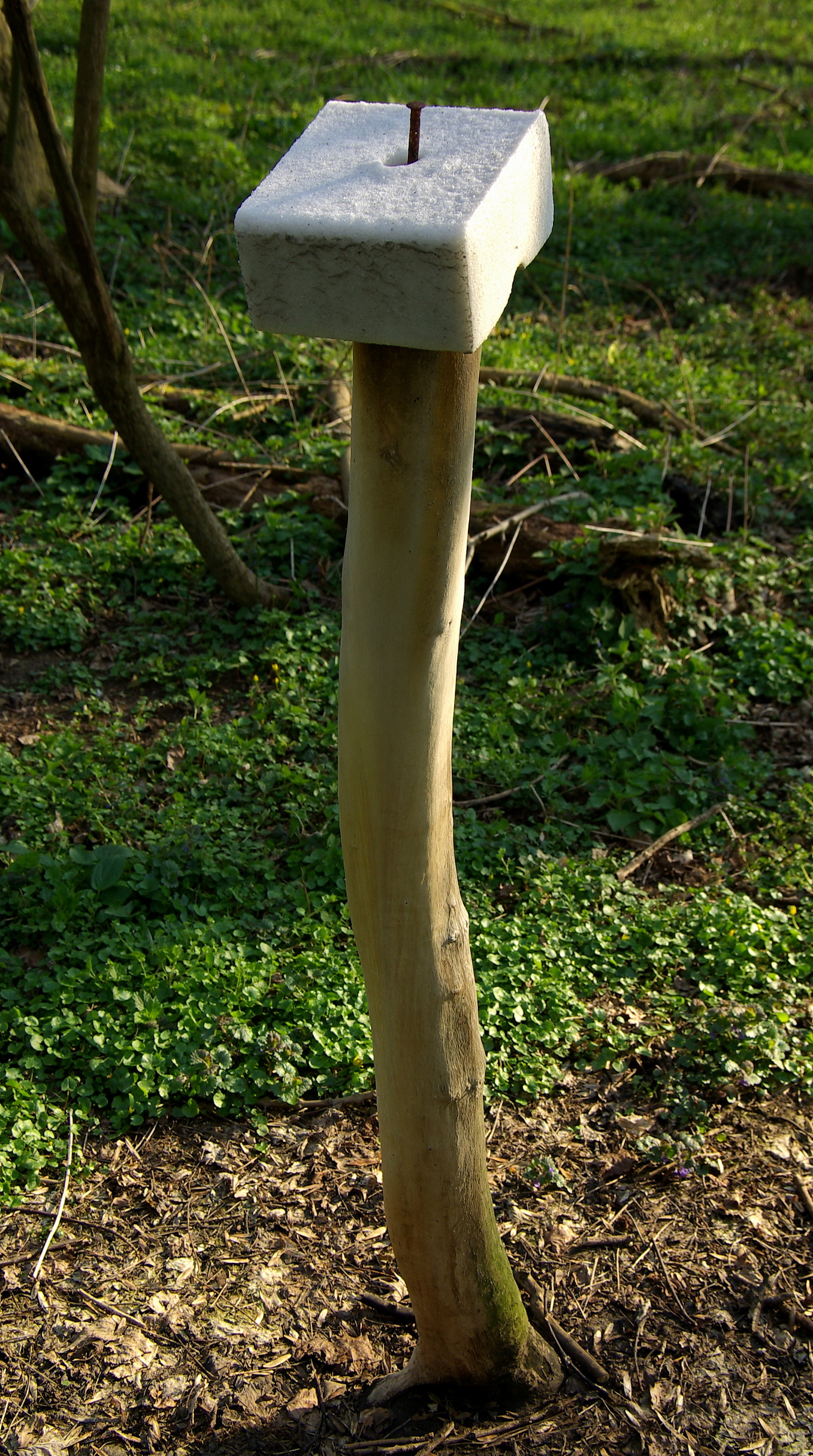
Sůl určená k lizu

Liz nebo také minerální liz je doplněk krmiva domácích zvířat a divoké zvěře, z něhož zvířata získávají minerály. V přírodě existují i přirozené lizy, ale nejčastěji jsou využívány lidmi v myslivosti a zemědělství. Jsou to bloky chloridu sodného obohacené o další soli a stopové prvky (přizpůsobené místním podmínkám, podle toho, jaké prvky ve stravě zvěře chybí).